# San Jose Barracuda
San Jose Barracuda är ett amerikanskt professionellt ishockeylag som spelar i American Hockey League (AHL) sedan 2015. Dessförinnan har laget varit Kentucky Thoroughblades, Cleveland Barons och Worcester Sharks. Barracuda spelar sina hemmamatcher i Tech CU Arena i San Jose, Kalifornien.
De är farmarlag till sin ägare San Jose Sharks.

## Spelartrupp 2025–2026
| Målvakter | Målvakter | Målvakter        | Målvakter | Målvakter | Målvakter                | Målvakter |
| Nummer    |           | Spelare          | L/R       | Kontrakt  | Födelseort               |           |
| --------- | --------- | ---------------- | --------- | --------- | ------------------------ | --------- |
| 35        | Kanada    | Gabriel Carriere | L         | 2026      | Ottawa, Ontario, Kanada  |           |
| -         | Kanada    | Matt Davis       | R         | 2026      | Calgary, Alberta, Kanada |           |
| -         | Tjeckien  | Jakub Škarek     | L         | 2026      | Jihlava, Tjeckien        |           |

| Backar | Backar  | Backar          | Backar | Backar   | Backar                              | Backar |
| Nummer |         | Spelare         | L/R    | Kontrakt | Födelseort                          |        |
| ------ | ------- | --------------- | ------ | -------- | ----------------------------------- | ------ |
| 26     | Kanada  | Jack Thompson   | R      | 2026     | Courtice, Ontario, Kanada           |        |
| 36     | Sverige | Lucas Carlsson  | L      | 2026     | Gävle, Sverige                      |        |
| 42     | Kanada  | Luca Cagnoni    | L      | 2027     | Burnaby, British Columbia, Kanada   |        |
| 61     | Kanada  | Jake Furlong    | L      | 2027     | Labrador City, Newfoundland, Kanada |        |
| 86     | Kanada  | Braden Haché    | L      | 2026     | Manchester, New Hampshire, USA      |        |
| 92     | USA     | John Gormley    | R      | 2026     | Bronx, New York, USA                |        |
| 93     | Kanada  | Noah Beck       | L      | 2026     | Richmond Hill, Ontario, Kanada      |        |
| -      | Sverige | Mattias Hävelid | R      | 2028     | Täby, Sverige                       |        |
| -      | Kanada  | Cole Clayton    | R      | 2026     | Strathmore, Alberta, Kanada         |        |

| Forward | Forward   | Forward          | Forward | Forward  | Forward  | Forward                         |
| Nummer  |           | Spelare          | L/R     | Position | Kontrakt | Födelseort                      |
| ------- | --------- | ---------------- | ------- | -------- | -------- | ------------------------------- |
| 13      | USA       | Quentin Musty    | L       | VF       | 2028     | Hamburg, New York, USA          |
| 14      | Finland   | Kasper Halttunen | R       | HF       | 2028     | Helsingfors, Finland            |
| 16      | USA       | Colin White      | R       | C        | 2026     | Boston, Massachusetts, USA      |
| 18      | Sverige   | Filip Bystedt    | L       | C        | 2027     | Norrköping, Sverige             |
| 24      | Ryssland  | Igor Chernyshov  | R       | HF       | 2028     | Penza, Ryssland                 |
| 46      | USA       | Cam Lund         | R       | RW       | 2027     | Bridgewater, Massachusetts, USA |
| 51      | USA       | Collin Graf      | H       | HF       | 2026     | Lincoln, Massachussets, USA     |
| 54      | USA       | Patrick Giles    | R       | C        | 2026     | Chevy Chase, Maryland, USA      |
| 56      | Kanada    | Ethan Cardwell   | R       | HF       | 2026     | Oshawa, Ontario, Kanada         |
| 63      | Kanada    | Zack Ostapchuk   | L       | C        | 2026     | Edmonton, Alberta, Kanada       |
| 67      | Kanada    | Lucas Vanroboys  | R       | C        | 2026     | Thamesville, Ontario, Kanada    |
| 76      | USA       | Anthony Vincent  | R       | VF       | 2026     | Wilton, Connecticut, USA        |
| 77      | Slovakien | Pavol Regenda    | L       | VF       | 2026     | Michalovce, Slovakien           |
| 83      | Kanada    | Donovan Houle    | R       | HF       | 2026     | Montreal, Quebec, Kanada        |
| -       | Ryssland  | Jegor Afanasjev  | L       | VF       | 2026     | Tver, Ryssland                  |
| -       | Kanada    | Samuel Laberge   | L       | VF       | 2026     | Châteauguay, Quebec, Kanada     |
| -       | Kanada    | Jimmy Huntington | V       | C        | 2026     | Laval, Quebec, Kanada           |
| -       | Kanada    | Shane Bowers     | L       | C        | 2026     | Halifax, Nova Scotia, Kanada    |
| -       | Sverige   | Oskar Olausson   | L       | VF       | 2026     | Stockholm, Sverige              |